# Patrick Joswig

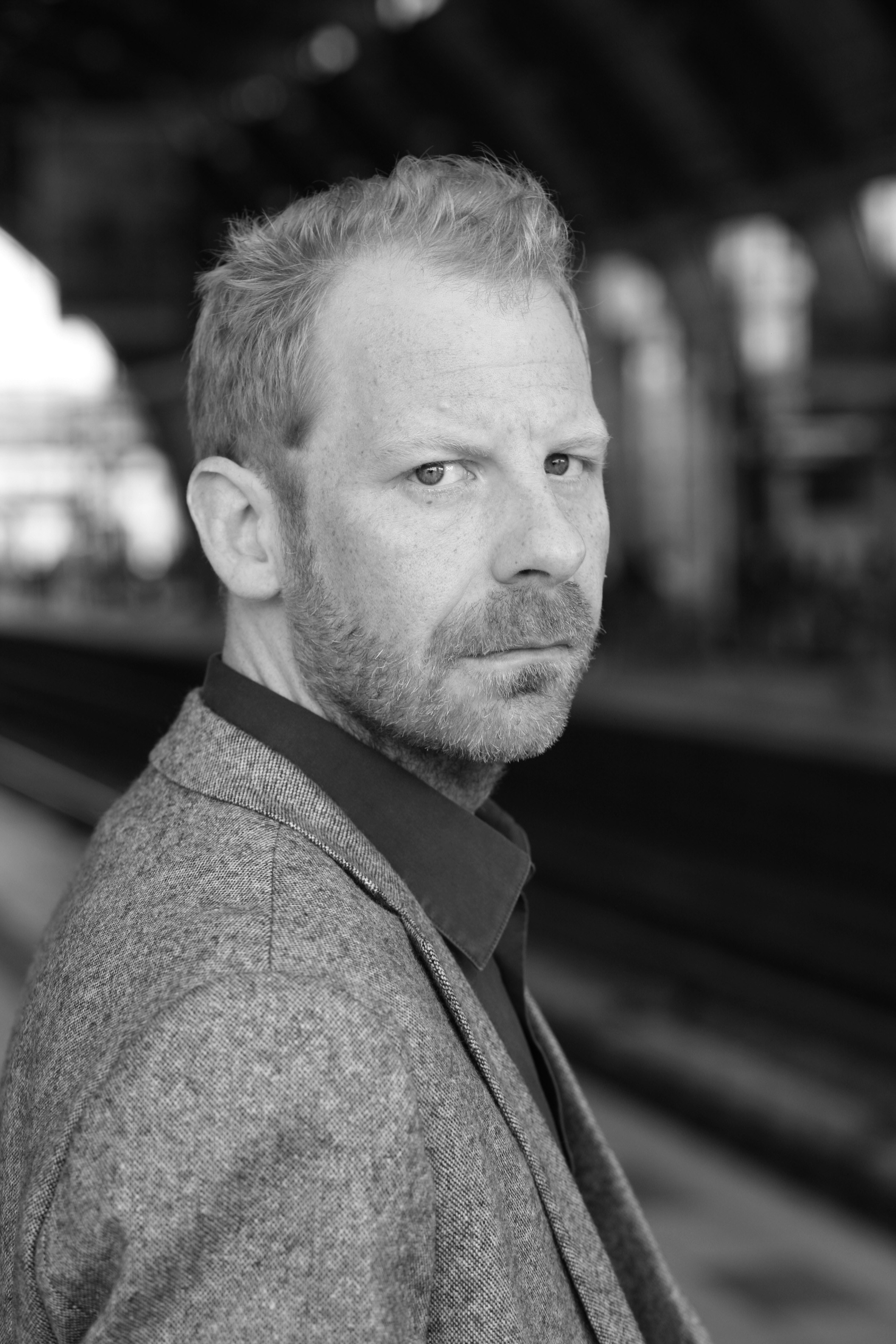
Patrick Joswig in 2015

Patrick Joswig (Bochum, 12 augustus 1975) is een Duits acteur. Hij speelde onder meer in het Schauspielhaus Bochum en in verschillende tv-reeksen. Hij speelde ook mee in films als 23 - Nichts ist so wie es scheint (1998) en Das weisse Rauschen (2001).
Patrick Joswig verliet na de 12e klas het Märkisches Gymnasium in het district Wattenscheid in Bochum om acteur te worden. Hij studeerde acteren aan de Westfälischen Schauspielschule van 1995 tot 1999. Tijdens zijn opleiding maakte hij zijn eerste televisieoptredens en speelde hij in de speelfilm 23 - Nichts ist so wie es scheint.
Patrick Joswig was te zien in talrijke film- en televisieproducties, waaronder in 2014 in Die Auserwählten, een film over de Odenwaldschule. In het theater was hij te zien bij Schauspielhaus Bochum en in Essen.
Samen met Bastian Schlange publiceert hij sinds 2009 undercoverreportages onder de naam Die Wattenscheider Schule, waarmee hij in lezingen door heel Duitsland verschijnt. In 2019 stelden de twee auteurs hun concept open voor andere creatieve geesten onder het label Wattenscheider Schule.
Op 6 maart 2020 vond zijn eerste fototentoonstelling plaats in de Neuland projectruimte in Bochum onder de titel archive.jos. De tentoonstelling moest worden afgelast vanwege de 1e lockdown, veroorzaakt door de COVID-19 pandemie in Duitsland. In oktober 2020 draaide hij zijn eerste regiewerk Wattenscheid - Hartz aus Gold in Bochum-Wattenscheid met Joe Bausch, Ralf Richter, Kailas Mahadevan, Wolfgang Wendland en anderen.
In 2021 castte hij voornamelijk de sprekers voor het hoorspel Katsche, Kopp und Ko. van auteur en producent Sebastian Büttner, dat regisseur Matthias Kapohl ensceneerde voor het radiostation 1LIVE en dat zich afspeelt in Bochum-Wattenscheid. Hij vertolkte de rol van Katsche, een van de hoofdrolspelers.
Joswig is lid van de Duitse Filmacademie en woont in Berlijn-Friedenau.

## Filmografie

### Bioscoop
- 1998: 23 – Nichts ist so wie es scheint (regie: Hans-Christian Schmid)
- 1999: Waschen, Schneiden, Legen (regie: Adolf Winkelmann)
- 2000: Lebewohl (regie: Marco Fuchs)
- 2000: Girl (regie: Piers Ashworth)
- 2000: Swetlana (regie: Tamara Staudt)
- 2000: Nick Knatterton (regie: Niki List, Marcus O. Rosenmüller)
- 2001: Das weisse Rauschen (regie: Hans Weingartner)
- 2002: Superwelly (regie: Ole Landsjöaasen)
- 2004: Zeit der Wünsche (regie: Rolf Schübel)
- 2010: Tage, die bleiben (regie: Pia Strietmann)
- 2013: Quellen des Lebens (regie: Oskar Roehler)
- 2016: Junges Licht (regie: Adolf Winkelmann)
- 2016: Das Tagebuch der Anne Frank (regie: Hans Steinbichler)
- 2021: Dewjatajew (regie: Timur Nuruachitowitsch Bekmambetow)

### Televisie
- 1995: Verbotene Liebe
- 1996: Vater wider Willen (regie: Peter F. Bringmann)
- 1996: Unser Mann – Der rote Tod (regie: Rainer Bär)
- 1997: Die Babysitterin – Schreie aus dem Kinderzimmer (regie: Michael Keusch)
- 1997: Der Schnapper – Blumen für den Mörder (regie: Vadim Glowna)
- 1997: SK Babies
- 1998: SK Kölsch – Krieg dem Kölsch
- 1999: Höllische Nachbarn – Nur Frauen sind schlimmer (regie: Martin Gies)
- 2000: St. Angela
- 2000: Balko
- 2000: Die Motorradcops
- 2000: Die heimlichen Blicke des Mörders (regie: Michael Keusch)
- 2000: Bronski & Bernstein
- 2001: Tatort – Mördergrube (regie: Christiane Balthasar)
- 2002: Krista (regie: Ulli Baumann)
- 2003: Die Wache – Späte Erkenntnis
- 2003: Alarm für Cobra 11
- 2004: Im Namen des Gesetzes
- 2004: Der kleine Mönch
- 2007: Am Arsch der Welt (regie: Ulli Baumann)
- 2008: Alles was zählt
- 2009: Lindenstraße
- 2010: Stubbe – Von Fall zu Fall: Verräter (regie: Peter Kahane)
- 2010: Neue Vahr Süd (regie: Hermine Huntgeburth)
- 2011: Aschenputtel (regie: Uwe Janson)
- 2012: Kommissarin Lucas – Bombenstimmung (regie: Tim Trageser)
- 2012: Pastewka – Der Parkausweis
- 2012: Tatort – Ihr Kinderlein kommet (regie: Thomas Jauch)
- 2013: Tatort – Scheinwelten (regie: Andreas Herzog)
- 2013: Wilsberg: Hengstparade (regie: Michael Schneider)
- 2014: Die Auserwählten (regie: Christoph Röhl)
- 2014: Danni Lowinski (televisieserie) – Am Arsch
- 2015: Heldt – Summ mir das Lied vom Tod (regie: Hartwig van der Neut) (televisieserie)
- 2016: Einstein (regie: Thomas Jahn)
- 2017: Friesland – Krabbenkrieg (regie: Markus Sehr)
- 2017: Mata Hari – Tanz mit dem Tod
- 2018: SOKO Wismar – Einsam (regie: Dirk Pientka)
- 2018, 2022: SOKO Stuttgart – Seitenwechsel, Das Pfandhaus (regie: Christoph Eichhorn)
- 2019: Großstadtrevier – Der Falke (regie: Tom Zenker)
- 2019: Professor T. – Mörder (regie: Thomas Jahn)
- 2019: Check Check – Das Simmering-Syndrom (regie: Ole Zapatka)
- 2020: Inga Lindström – Liebe verjährt nicht (regie: Oliver Dieckmann)
- 2020: Falk – Der letzte Dandy (regie: Peter Stauch)
- 2021: Das Versprechen (regie: Till Endemann)
- 2021: Extraklasse 2+ (televisiefilm) (regie: Matthias Tiefenbacher)
- 2022: WaPo Duisburg (pilotaflevering) (regie: Matthias Koßmehl)
- 2022: Strafe – Ein hellblauer Tag (televisieserie)
- 2023: Unsere wunderbaren Jahre (televisieserie, 6 afleveringen)
- 2023: Ostfriesenmoor
- 2023: Der Usedom-Krimi – Schlepper (televisieserie)

### Audioprodukties
- 1997: Incubation: Time is Running Out (Game) (Blue Byte GmbH)
- 2012: The Day It Rained Forever (Game) (Gesamtkunstwerk GmbH)
- 2013: Heroin - ein Hörspiel (WDR), uitvoerend auteur (gebaseerd op het idee van Sebastian Büttner) en regisseur: Leonhard Koppelmann
- 2016: Der Putsch – Ein Hörspiel aus Bottrop (WDR), Regie: Oliver Salkic
- 2017: Unforseen Incidents (Game) (Application Systems)
- 2018: Der Putsch. Teil Zwo (WDR), Regie: Matthias Kapohl
- 2020: Der Putsch. Teil Drei: Kanzlerdämmerung (WDR), Regie: Matthias Kapohl
- 2021: Katsche, Kopp und Ko (WDR), Regie: Matthias Kapohl

- Gemeinsame Normdatei: 141687002
- International Standard Name Identifier: 0000 0003 7191 1197
- Library of Congress Control Number: no2008038522
- Virtual International Authority File: 142647091
- WorldCat: E39PBJqQvdJDpwkDmghxhVxv73